# Datsu-A Ron
Datsu-A Ron (japonês Kyūjitai: 脫亞論, Shinjitai: 脱亜論) foi um editorial que foi pubilcado pela primeira vez no jornal japonês Jiji Shimpo em 16 de março de 1885. Acredita-se que o autor é o escritor e educador japonês Fukuzawa Yukichi, apesar de o editorial original ter sido escrito anonimamente. Ele estava incluído no segundo volume das obras completas de Fukuzawa de 1933. O título Datsu-A Ron foi traduzido com variâncias como "Adeus Ásia", "Desasianização", "Queda da Ásia", "Fuga da Ásia", "Deixando a Ásia" ou "Partida da Ásia".

## Resumo
O artigo primeiro declarava que o "Vento da Ocidentalização" estava soprando para o leste e os países ou adotariam o movimento para "experimentar a fruta da civilização" ou seriam deixados sem escolha em seus próprios destinos. "A civilização é como sarampo. E é melhor que o sarampo, que pode trazer interesses." Essa afirmação de Fukuzawa mostra a busca do desenvolvimento da auto-determinação pessoal e nacional, para se navegar nos ventos da civilização. Um governo conservador (Xogunato Tokugawa) estava impedindo o caminho da civilização. Apenas quando esse governo fosse derrubado é que a civilização poderia se perpetuar no Japão. A chave para se livar do antigo e alcançar o novo seria "Deixando a Ásia". Durante a Restauração Meiji, o Japão era visto como espiritualmente "Deixando a Ásia", visto que seus dois vizinhos, China e Coreia, não pareciam estar dispostos a abraçar essa reforma. A menos que pioneiros reformassem esses países, eles seriam conquistados e divididos pelas forças externas, como mostrado pelos tratados desiguais e a ameaça da força usada contra os países asiáticos pelos Estados Unidos e outras potências asiáticas.
Uma passagem que exemplifica Datsu-A Ron afirma:
| “ | Uma vez que o vento da civilização ocidental assopra para o Leste, cada folha de grama e todas as árvores do Oriente seguem o que o Ocidente traz... A expansão da civilização é como o sarampo... No meu ponto de vista, esses dois países (China e Coreia) não podem sobreviver como nações independentes com a investida da civilização ocidental para o oriente... Isto não é diferente do caso do homem direito vivendo em uma vizinhança de uma cidade conhecida por sua tolice, ilegalidade, atrocidade e crueldade. Sua ação é tão isolada que sempre será coberta pelo horror das atividades de seus vizinhos... Nós não temos tempo para esperar a iluminação de nossos vizinhos para que possamos trabalhar juntos pelo desenvolvimento da Ásia. É melhor para nós deixarmos os níveis de nações asiáticas e reservarmos nosso espaço com as nações civilizadas do Ocidente... Aqueles que são íntimos de maus amigos também são considerados maus, por isso eu vou negar os maus amigos asiáticos de meu coração. | ” |

## Contexto histórico
Fala-se que o "Datsu-A Ron" é a resposta de Fukuzawa à tentativa mal sucedida dos coreanos em organizar uma efetiva facção reformista, uma tentativa que ele tinha apoiado. Ele havia convidado jovens aristocratas coreanos a sua escola. Ele apoiou Yu Giljun, que foi o primeiro estudante estrangeiro da Coreia, e um de seus discípulos, Kim Okgyun, tentou um golpe de estado que falhou. Esses fracassos fizeram Fukuzawa desenvolver sua ideologia "Deixando a Ásia". Seu apoio aos radicais coreanos durante este período geralmente não tinha intenção de levar à completa independência da península, mas, em vez disso, buscar colocar a Coreia sobre uma influência ainda maior do Japão. Isto culminou nas cínicas jogadas de poder ocorridas na Coreia pelos apoiadores coreanos de Fukuzawa e o Exército Imperial Japonês durante a Primeira Guerra Sino-Japonesa.
Seu apoio entusiástico à Primeira Guerra Sino-Japonesa tinha muito a ver com suas opiniões sobre modernização. Como muito de seus pares no governo, Fukuzawa acreditava que a modernização na Ásia poderia ser melhor alcançada com o uso de armas. Ele acreditava que a China sofria de princípios arcaicos e imutáveis. Na época da guerra, a ligação de pé ainda era praticada na China bem como punições cruéis como tortura, que o Japão há havia abandonado, ópio sendo vendido nas ruas, e instituições políticas não estavam conseguindo afastar as incursões estrangeiras e patrimônios como ferrovias e taxação estavam sendo vendidos para pagar dívidas. O Japão, semelhantemente, sofreu a humilhação de ter de assinar tratados desiguais com as potências ocidentais, e Fukuzawa esperava que uma exibição do poderio militar influenciaria a opinião do Ocidente sobre uma revisão dos tratados. Em suas esperanças de um Japão forte, Fukuzawa via os países asiáticos ao redor do Japão como impedimentos potenciais que necessitavam ser guiados.